# Stadio Al Salam
Lo stadio Al Salam (in arabo: ستاد السلام, "stadio della pace") è uno stadio calcistico egiziano di Eliopolis della capienza di 30 000 spettatori.
Ospita le partite casalinghe della squadra di calcio dell'El-Entag El-Harby e spesso anche dell'Al-Ahly. Ha ospitato diverse partite della Coppa d'Africa 2019, tra le quali la finale del terzo posto.

## Storia
È stato uno dei sette stadi in cui si sono disputate le partite del campionato mondiale di calcio Under-20 2009.
Il 4 dicembre 2019 l'Al-Ahly annunciò di aver acquistato lo stadio dal Ministero egiziano della Produzione militare per i successivi 25 anni, fino al 2045.